# Полтора квадратных метра
«Полтора квадратных метра: повесть-шутка в четырнадцати частях с эпилогом и сновидением» — сатирическая повесть русского писателя Бориса Можаева, написанная в 1970 году. В центре сюжета повести, действие которой происходит в провинциальном городе Рожнове, — конфликт зубного врача Полубояринова с местным начальством из-за «захваченных» им полутора квадратных метров общего коридора.
Одно из наиболее известных произведений писателя, по которому в 1986 году в Театре на Таганке был поставлен спектакль, а в 1988 году был снят фильм «Вам что, наша власть не нравится?!».

## История
Повесть ждала публикации более 10 лет. В 1987 году Можаев рассказывал о судьбе второй книги своего романа «Мужики и бабы»:
Рукопись обошла без малого все журналы. Побывала она в журнале «Дружба народов». Отдел прозы и рабочая редколлегия её одобрили, но основной редактор С. Баруздин сказал, что вперёд пропустит мою повесть «Полтора квадратных метра», которая лежала у него десять лет, а затем только роман. Но затем публикации повести в газетах поднялся крупный гул, и роман Баруздин печатать уже не стал.
Повесть была опубликована в «Дружбе народов», № 4 за 1982 год, а через два года вошла в сборник избранного «Тонкомер», и в дальнейшем она неоднократно переиздавалась, в том числе в собраниях сочинений автора.
Положительная рецензия на повесть появилась в 1984 году в русском эмигрантском журнале Грани.
В 2007 году английский перевод повести вошёл в том избранного Можаева на английском языке.

## Сюжет
Действие происходит в 1960-е гг. в (вымышленном) райцентре Рожнове. Зубной врач Павел Семёнович Полубояринов и его жена Мария Ивановна мучаются от того, что сосед Чижёнок, развалившись после пьянки в коридоре, не даёт им выйти из квартиры, дверь которой отрывается наружу. Полубояриновы получают в домоуправлении разрешение на перенос двери на полтора метра дальше по общему коридору, чтобы она открывалась внутрь. Однако после переноса двери часть соседей пишут жалобу на Полубояриновых, протестуя против «захвата» полутора м² общего коридора. Жалоба поступает председателю райисполкома Павлинову, который давно недолюбливает Полубояринова за многочисленные рацпредложения и проекты по улучшению жизни в Рожнове, которые он посылает в вышестоящие инстанции.
Когда пьяный Чижёнок начинает рубить новую дверь топором, Полубояриновы пытаются вызвать милицию, однако лейтенант Парфёнов не является на вызов, не желая отвлекаться от рыбалки с пожарным инспектором Стениным. Павел Семёнович подаёт жалобу на лейтенанта начальнику милиции Абрамову. Когда Павлинов, Абрамов, Стенин и редактор районной газеты «Красный Рожнов» Федулеев отмечают открытие охотничьего сезона, они вспоминают о жалобах Полубояринова и решают проучить его. В газете появляется фельетон, высмеивающий зубного врача и обвиняющий его в захвате общего коридора. Попытки Полубояринова добиться опровержения не приводят к успеху — напротив, он вступает в конфликт со всеми представителями местной власти. Не помогает и обращение в облисполком.
Полубояринову снится сон, в котором он приходит на приём «к самому главному богу Саваофу». Он с женой едет искать управы на местных бюрократов в Москву, а тем временем по решению райисполкома его дверь переставляют на место, причём вверх ногами и так, что она еле держится. После очередного этапа жалоб в Верховный Совет СССР Полубояриновым удаётся добиться дисциплинарного взыскания для работников домоуправления и штрафа для Павлинова. Однако хотя и ему, и его жене пришлось уйти на пенсию, его борьба за правду на этом не заканчивается…

## Отзывы
- Владимир Бондаренко[5]:

Гротескный ряд таких героев, намеченный в “Живом”, был потом продолжен в такой же небольшой повестушке “Полтора квадратных метра”. Согласен с критиком Андреем Турковым, тоже обратившим внимание на особенность можаевского дара. “Перед нами — классический гротеск, жанр в деревенской прозе редчайший и “отмежёванный” себе Можаевым не только в этом случае (напомню повесть “Полтора квадратных метра”), где вконец обнаглевший, привыкший к всеобщему безгласию бюрократический произвол достигает поистине геркулесовых столпов”.
- Елена Чуковская[6]:

Больше всего я люблю у него «Полтора квадратных метра» – это сочетание жизненных коллизий, мудрого юмора, очень точного и меткого языка. Как у него там говорят милицейские начальники: «Компрометация и дискредитация».

## Спектакль
В 1986 году Анатолий Эфрос и Сергей Арцибашев  поставили спектакль по повести в Театре на Таганке, художественное оформление — Дмитрий Крымов. Спектакль вышел до премьеры поставленного ещё раньше «Живого». По мнению Алексея Граббе, исполнителя одной из ролей, «Спектакль никому не нравился, совершенно не получился, на мой взгляд — да и не только на мой.»

## Экранизация
В 1988 году режиссёр Анатолий Бобровский снял по повести фильм «Вам что, наша власть не нравится?!», сценарий фильма написал сам Борис Можаев. В роли Полубояринова выступил Андрей Петров, его жены — Марина Полицеймако.